# Alles is liefde
Alles is liefde (niederländisch für „Alles ist Liebe“) ist eine niederländische Liebeskomödie des Regisseurs Joram Lürsen aus dem Jahr 2007. In seinem Produktionsland erreichte der Film Platz 3 der erfolgreichsten Filme des Jahres (nach Harry Potter und der Orden des Phönix und Pirates of the Caribbean – Am Ende der Welt). Er zog eine Fortsetzung und zwei Remakes nach sich, darunter Ende 2014 das deutsche Alles ist Liebe.

## Handlung
Der Schauspieler des Sinterklaas stirbt kurz vor der traditionellen, im Fernsehen übertragenen Ankunft. Ein geheimnisvoller neuer Sinterklaas springt ein. Als bei der Ankunft ein kleines Mädchen ins Wasser stürzt, rettet er es und verschwindet daraufhin. Der Produktionsassistent der Fernsehübertragung spürt ihn wieder auf und überredet ihn zu weiteren Fernsehauftritten gegen Bezahlung. Durch sein unkonventionelles Auftreten wird der neue Sinterklaas schnell populär.
Klaasje, die Tochter des verstorbenen Sinterklaas-Schauspielers, hat sich von Dennis getrennt, der sie mit einer Lehrerin betrogen hatte. Dennis bemüht sich, Klaasje zurückzugewinnen, doch verschlechtern sich seine Chancen, als sie auf der Beerdigung ihres Vaters den erst 16 Jahre alten Daniël trifft, der ihr Liebhaber wird. Doch der Altersunterschied schreckt Klaasje nach einiger Zeit doch wieder ab. Währenddessen versucht die Lehrerin vergeblich, bei Dennis zu landen. Als Klaasje begreift, dass nicht nur Dennis’ Gefühle für sie, sondern auch ihre eigenen Gefühle für ihn ungebrochen sind, finden die zwei wieder zusammen.
Klaasjes beste Freundin Simone, die Mutter des durch Sinterklaas geretteten Mädchens, ist der Familienmittelpunkt. Ihr Mann Ted fühlt sich daher ziemlich überflüssig. Er hat seine Arbeit verloren, verschweigt dies Simone aber. Als er auch noch eine Halskette stiehlt und sie Simone zum Geschenk macht, vermutet sie hinter all seiner Geheimnistuerei, dass er fremdgeht, und reagiert darauf mit Hyperaktivität. Als sie einen Nervenzusammenbruch erleidet, versöhnen sich die Eheleute wieder und Ted verspricht, in Zukunft mehr in der Familie mitzuhelfen.
Der Bademeister Victor sieht der Hochzeit mit seiner großen Liebe Kees entgegen, dem Bestattungsunternehmer, der auch Klaasjes Vater begraben hat. Doch Kees hat Zweifel und versucht, seine Ängste beim Live Action Role Playing am Wochenende loszuwerden. Als die Trauungszeremonie schließlich schon in vollem Gang ist, läuft er dennoch weg, ohne Victor das Jawort gegeben zu haben.
Victors Schwester Kiki ist Verkäuferin in der Juwelenabteilung eines großen Kaufhauses und träumt von der Ankunft eines Märchenprinzen. Bei der Ankunft von Sinterklaas geht das Pferd, auf dem Kiki sitzt (sie ist als Paket verkleidet, um Werbung für das Kaufhaus zu machen) durch, und läuft direkt auf Kronprinz Valentijn zu, der sich augenblicklich in sie verliebt. Am nächsten Tag besucht Valentijn Kiki im Kaufhaus, doch sie weist ihn ab, da er sich in ihren Augen noch nie für etwas anstrengen musste, sondern ihm alles zugeflogen ist. Um ihr dennoch nahe sein zu können, arbeitet der Kronprinz von da an als Zwarte Piet im Kaufhaus. Kiki ist beeindruckt von seinem Bemühen und geht endlich auf sein Werben ein. Nach einer stürmischen Nacht verschwindet Valentijn jedoch ohne Verabschiedung. Zunächst ist Kiki wütend, sie kommt aber darüber hinweg.
Es stellt sich heraus, dass der Aushilfs-Sinterklaas, der eigentlich ein Obdachloser namens Jan ist, der Vater von Kees ist. Die beiden hatten einander aus den Augen verloren, doch bei einem der Fernsehauftritte erkennt Kees seinen Vater wieder. Nachdem er sich wieder mit Victor versöhnt hat, bringt dieser ihn zu seinem Vater.

## Hintergrund
Der Film entstand auf Anregung des Produzenten Job Gosschalk, der, inspiriert durch den Film Tatsächlich… Liebe, eine romantische Komödie mit einer großen Anzahl Stars machen wollte. Die Dreharbeiten fanden von Oktober bis Dezember 2006 statt. Aufgrund der episodischen Erzählweise des Films war die Filmcrew dabei stark aufgeteilt, für jede Episode wurden ungefähr neun Drehtage benötigt. Die Ankunft von Sinterklaas wurde während des realen Events aufgenommen.
Der Film feierte seine Premiere am 8. Oktober 2007 im Tuschinski-Theater in Amsterdam und startete regulär am 11. Oktober in den niederländischen Kinos.

## Rezeption
Ronald Ockhuysen bezeichnete den Film in De Volkskrant als „sprühende, treffsichere Variation“ über Tatsächlich… Liebe, mit „Topschauspielern“ in den Hauptrollen. Den „verbindenden Faktor“ des Films bilde das „ur-holländische Sinterklaasfest“.
In AD beschreibt Annemart van Rhee den Film als „warmherzige Komödie, die in keinem Moment sentimental wird“ und als „Märchen mit dem Duft nach Pfeffernüssen“. Die „manchmal ziemlich vorhersehbaren Handlungsstränge“ würden „niemals langweilig“, weil es „genug zu genießen“ gebe. Die britische Vorlage würde „auf fachkundige Weise“ verwendet, die Geschichte finde die „richtige Balance aus Lachern und Tränen“ und die Figuren seien trotz slapstickartiger Züge „gleichzeitig verletzlich und wiedererkennbar“.

## Auszeichnungen
Der Film wurde 2008 mit folgenden Preisen ausgezeichnet:
- Rembrandt Award (Publikumspreis) – Bester Film, Beste Schauspielerin (Carice van Houten), Bester Schauspieler (Thomas Acda)

außerdem drei Nominierungen
- Goldenes Kalb – Bester Film, Beste Regie (Joram Lürsen)[4]

außerdem fünf Nominierungen
Die DVD-Ausgabe erhielt 2009 bei den Rembrandt Awards die Auszeichnung für Beste DVD-Veröffentlichung.
Daneben erhielt der Film folgende Preise für das Erreichen einer bestimmten Besucheranzahl:
- Goldener Film für 100.000 Besucher (15. Oktober 2007)
- Platin-Film für 400.000 Besucher (28. Oktober 2007)
- Diamantener Film für 1.000.000 Besucher (7. Dezember 2007)

## Soundtrack
1. BLØF – Alles is liefde
2. Dean Martin – You’re Nobody till Somebody Loves You
3. KT Tunstall – Other Side of the World
4. The Weepies – Gotta Have You
5. Trijntje Oosterhuis – Do You Know the Way to San Jose?
6. Amos Lee – Seen It All Before
7. Aberfeldy – Love Is an Arrow
8. Stevie Ann – One Year of Love
9. Di-rect – She
10. Leona Philippo – This Will Be (An Everlasting Love)
11. Corinne Bailey Rae – Like a Star
12. Norah Jones – Thinking about You
13. Krezip – Everybody’s Got to Learn Sometime
14. Hot Chocolate – You Sexy Thing
15. Wiegel Meirmans Snitker – Liefde is als Sinterklaas

## Fortsetzung und Remakes
Im Jahr 2010 erschien ein flämisches Remake unter dem Titel Zot van A. („Verrückt nach dir“ / „Verrückt nach A.“). Der Film von Regisseur Jan Verheyen verlagert die Handlung nach Antwerpen und beteiligt eine große Anzahl bekannter flämischer Schauspieler, darunter Veerle Baetens oder Barbara Sarafian.
2012 erschien unter dem Titel Alles is familie die Fortsetzung von Alles ist liefde, wieder unter der Regie von Joram Lürsen.
Anfang Dezember 2014 erschien das deutsche Remake Alles ist Liebe von Regisseur Markus Goller.

## Belege
1. ↑  De Wereld Draait Door (Talkshow), NPO 1, Sendung vom 5. Oktober 2007.
2. ↑  Ronald Ockhuysen: Film. In: De Volkskrant. 22. Oktober 2007 (Onlineartikel [abgerufen am 18. November 2014] „Sprankelende, trefzekere variatie op Love Actually, met het oer-Hollandse sinterklaasfeest als verbindende factor. De hoofdrollen worden gespeeld door topacteurs …“).
3. ↑  Annemart van Rhee: Sprookje met de geur van pepernoten. In: AD. 11. Oktober 2007 (Onlineartikel [abgerufen am 18. November 2014] „Want schrijfster Kim van Kooten benutte de Engelse blauwdruk op vakkundige wijze … zorgde voor de juiste lach-en-een-traan-balans … een warme komedie die geen moment sentimenteel wordt, waarbij de soms erg voorspelbare verhaallijnen nooit vervelen omdat er genoeg valt te genieten … Hoewel ze slapstick-achtige trekjes … vertonen zijn ze tegelijkertijd kwetsbaar en herkenbaar.“).
4. ↑  Ab Zagt: Twee Kalveren voor Alles is Liefde. In: AD, 3. Oktober 2008 (Onlineartikel, abgerufen am 18. November 2014).